# Little League World Series
A Little League World Series, em português "série da pequena Liga Mundial" é um torneio americano de baseball para crianças com idade entre 11 e 13 anos. Ele foi originalmente chamado de pequeno Torneio da liga National e mais tarde foi renomeado para a World Series em Major League Baseball. Foi realizado pela primeira vez em 1947 e é realizada todo mês de agosto em South Williamsport, Pennsylvania nos Estados Unidos. (O endereço postal da organização está em Williamsport, mas o estádio é em South Williamsport.) Inicialmente, apenas as equipes dos EUA competiu na "World Series", mas desde então se tornou um mundial do torneio. O torneio ganhou notoriedade popular, especialmente nos Estados Unidos, onde os jogos da série e até mesmo de torneios regionais são transmitidos na ESPN. Em 2006, a idade limite foi alterado de tal forma que os jogadores podem fazer 13, após 01 de maio, e não 01 de agosto, como já havia sido o caso. Como a série acontece em agosto, muitos dos jogadores já completou 13 anos antes da World Series.
Enquanto o Little League Baseball World Series é freqüentemente referida como o Little League World Series, na verdade é um dos oito torneios patrocinados por Little League International. Cada um deles traz beisebol ou softbol all-star equipes de todo o mundo juntas em uma das quatro divisões etárias. A estrutura do torneio aqui descrito é utilizado para o Little League Baseball World Series. A estrutura utilizada para as outras World Series é semelhante, mas às vezes com as diferentes regiões.